# リムバッハ (オーデンヴァルト)
リムバッハ (ドイツ語: Rimbach) はドイツ連邦共和国ヘッセン州ベルクシュトラーセ郡に属す町村（以下、本項では便宜上「町」と記載する）。

## 地理

### 位置
この町はハイデルベルクの北約30km、マンハイムの北東約35kmのオーデンヴァルト内に位置する。連邦道B38号線沿いに位置し、ヴェシュニッツ川が町内を流れる。

### 隣接する市町村
リムバッハは、北はフュルト、東はグラーゼレンバッハ、南東はヴァルト＝ミヒェルバッハ、南はメルレンバッハ、西はヘッペンハイムと境を接する。

### 自治体の構成
リムバッハは、アルベルスバッハ、ラウテン＝ヴェシュニッツ、ミットレヒテルン、ミュンシュバッハ、ウンター＝メンゲルバッハ、ツォッツェンバッハの各地区からなる。

### 気候
ベルクシュトラーセ郡に属する大変に温暖な気候で、ドイツにしては非常に早い時期にアーモンドの花が咲くことが多い。

## 歴史
795年に初めて文献上に記録されたリムバッハは、1995年に創設1200年祭を祝った。

## 行政

### 議会
リムバッハの町議会は、31議席からなる。

### 首長
町長は、6年毎に直接選挙で選出される。第二次世界大戦後、リムバッハの町長はSPDが占めていたが、2012年の選挙ではホルガー・シュミット (PuB) が 69.1 % の票を獲得した。彼は8月1日から町長職に就いた。
- 1945年–1946年 ルートヴィヒ・ニコラウス・シュピルガー (SPD)
- 1946年–1971年 アダム・シュミット (SPD)
- 1971年–1981年 ゲオルク・アダム・シュミット (SPD)
- 1981年–1994年 エーリヒ・ナウト (SPD)
- 1994年–2012年 ハンス＝ユルゲン・プファイファー (SPD)
- 2012年から ホルガー・シュミット (PuB)

### 友好都市
- Colwich-Haywood（イギリス、スタッフォードシャー）1983年
- Thourotte（フランス、オワーズ県）1983年

## 交通
リムバッハはヴァインハイムからフュルトに至るヴェシュニッツタール鉄道沿いに位置する。 メルレンバッハでヴァルト=ミヒェルバッハへのユーバーヴァルト鉄道がこの鉄道から分岐する。
また、連邦道B38号線がリムバッハを通っている。1999年にザウコプフトンネルが完成したことでビルケナウ・バイパスB38a号線が開通し、ヴァインハイム、ひいてはアウトバーン網への接続が改善された。しかしメルレンバッハへは隘路があるだけで、このバイパスについては現在検討中である。

## 教育

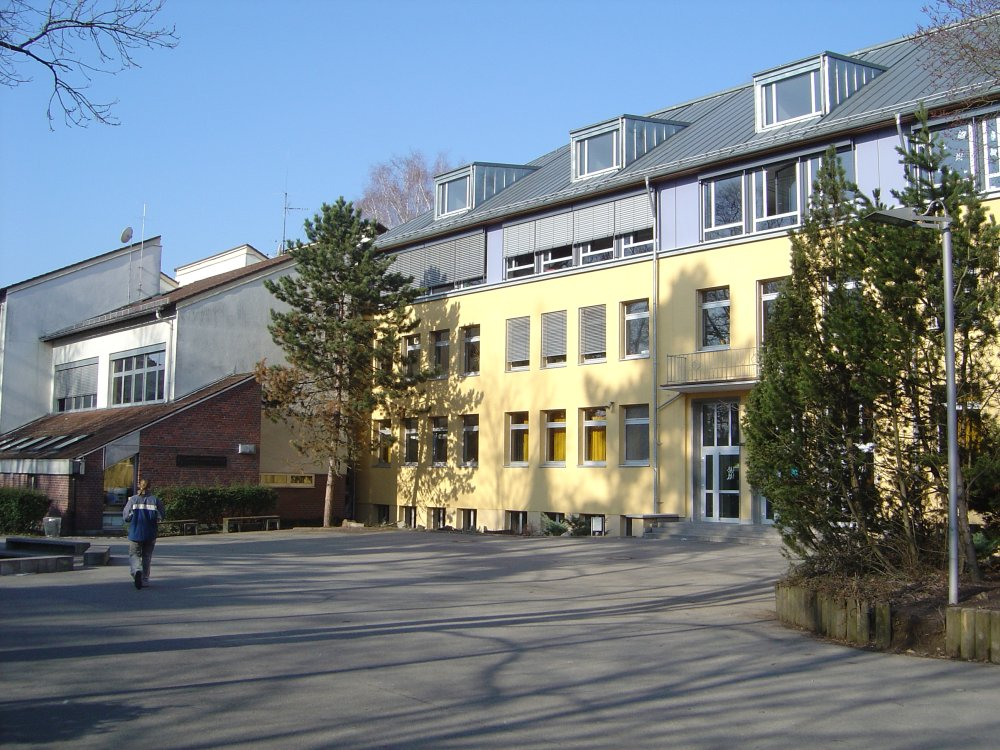
マルティン・ルター・シューレ

- ギムナジウム 1校: マルティン・ルター＝・シューレ
- 本課程・実科学校 1校
- 基礎課程学校 3校

## 文化と見所

### 劇場
- KUSS: マルティ・ルター・シューレの学内演劇場
- ユーゲントビューネ: マルティ・ルター・シューレの学内演劇場
- センター・ステージ: イングリッシュ・シアター、マルティ・ルター・シューレの学内演劇場
- グリューネス・テアター

## 引用
1. ↑  Hessisches Statistisches Landesamt: Bevölkerung in Hessen am 31.12.2023 (Landkreise, kreisfreie Städte und Gemeinden, Einwohnerzahlen auf Grundlage des Zensus 2011)]
2. ↑  Fest in den Händen der SPD, Echo 2012年5月3日付け（2014年4月3日 閲覧）
3. ↑  Bürgermeisterwahl in Rimbach、ヘッセン州統計局（2014年4月3日 閲覧）
4. ↑  Klarer Sieg für Holger Schmitt, Echo 2012年5月3日付け（2014年4月3日 閲覧）